# 宣秉
宣 秉（せん ぺい、? - 30年）は、中国の前漢時代末期から後漢時代初期にかけての政治家。字は巨公。司隷馮翊雲陽県の人。子は宣彪。

## 事跡
| 姓名           | 宣秉                                                                |
| 時代           | 前漢時代 - 後漢時代                                                 |
| 生没年         | 生年不詳 - 30年（建武6年）                                          |
| 字・別号       | 巨公（字）                                                          |
| 本貫・出身地等 | 司隷馮翊雲陽県                                                      |
| 職官           | 侍中〔更始〕→御史中丞〔後漢〕 →司隷校尉〔後漢〕 →大司徒司直〔後漢〕 |
| 爵位・号等     | -                                                                   |
| 陣営・所属等   | 更始帝→光武帝                                                       |
| 家族・一族     | 子：宣彪                                                            |

若くして高い節義を修得したと評され、三輔に著名であった。
哀帝・平帝の代に、王莽が専横し、宗室の権限が削除されていくのを見ると、宣秉はこれを反乱の兆しとみなした。そのため、宣秉は奥深い山に隠遁し、州郡が召しても、病と称してこれに応じなかった。王莽も、宰衡の位をもって招請したが、応じなかった。王莽が新を建国すると、再び使者を派遣して招請したが、やはり応じなかった。
更始元年（23年）、更始帝（劉玄）が即位すると、宣秉は徴に応じて侍中に任命された。
建武元年（25年）、光武帝（劉秀）の下で御史中丞に任命された。光武帝は特に詔を下して、御史中丞が司隷校尉・尚書令と会議をする際には、それぞれに専門の座席を与え、京師（洛陽）の人々はこれを「三独座」と呼んだという。建武2年（26年）、宣秉は司隷校尉に昇進した。宣秉は、職務の重要な部分を把握しつつ、些細煩雑な部分を簡略したため、属僚から敬われた。建武4年（28年）、大司徒司直に任命された。
建武6年（30年）、在職中のまま死去し、光武帝から惜しまれた。子の宣彪が郎として任用されている。

### 人物像
宣秉は節約に努める性格で、常に衣服を布で覆い、野菜を瓦の器で食した。光武帝は宣秉の自宅を訪れて、その生活を見ると、「楚国の二龔も、雲陽の宣巨公には如かず」と感嘆している。俸禄は親族を養うために用い、孤独な弱者には田地を分け与え、自らは蓄えを積まなかった。